# Pointe des Almadies
 (octobre 2017).
La pointe des Almadies est un cap rocheux du Sénégal, situé au nord-ouest de la presqu'île du Cap-Vert. Elle constitue le point le plus occidental du continent africain (17° 32' de longitude ouest).

## Histoire
Son appellation (Les Almadies) a pour origine les petits bateaux ou barques, mesurant environ 7 mètres, fabriqué(e)s par les habitants des presqu'îles à base d'écorces de grands arbres, mus à l'aide de rames plats.

## Géographie
La pointe est protégée par une barrière de rochers. Ces récifs à fleur d'eau sont connus sous le nom de Chaussée des Almadies. Un phare alerte les bateaux, mais de nombreuses épaves témoignent des drames du passé.

## Administration
Cet espace géographique correspond pour l'essentiel au territoire de la commune de Ngor.

## Éducation
Dans la pointe  des Almadies, on trouve un seul groupe scolaire qui prend le nom de la pointe. En effet, le groupe scolaire la pointe des Almadies est composé d'une crèche, d'une maternelle et de l'élémentaire.
La crèche est divisée en trois modules, elle accueille des enfants de 6 à 24 mois. Le module 1 concerne les enfants de 3 à 12 mois, le module 2 intéresse les enfants de 8 à 12 mois et le module 3 accueille  les enfants de 12 à 24 mois.
La maternelle est divisée en quatre sections et est ouverte aux enfants de 2 à 6 ans non révolus. Toutes les classes sont climatisées pour faire face aux périodes de chaleur. Il y a une maîtresse et deux assistantes dans chaque classe. Les différentes classes de la maternelle possèdent leur propre cour équipée de jeux plein air dans un espace vaste permettant une mobilité de l'enfant.
L'élémentaire est composé de CI (première année cours élémentaire) jusqu’à la classe de CM2 (dernière année cours primaire).

## Cohabitation difficile
Le quartier de la Pointe des Almadies est une localité habitée en majorité par des nantis, mais aussi par des personnes dans des situations très difficiles.

## Tourisme

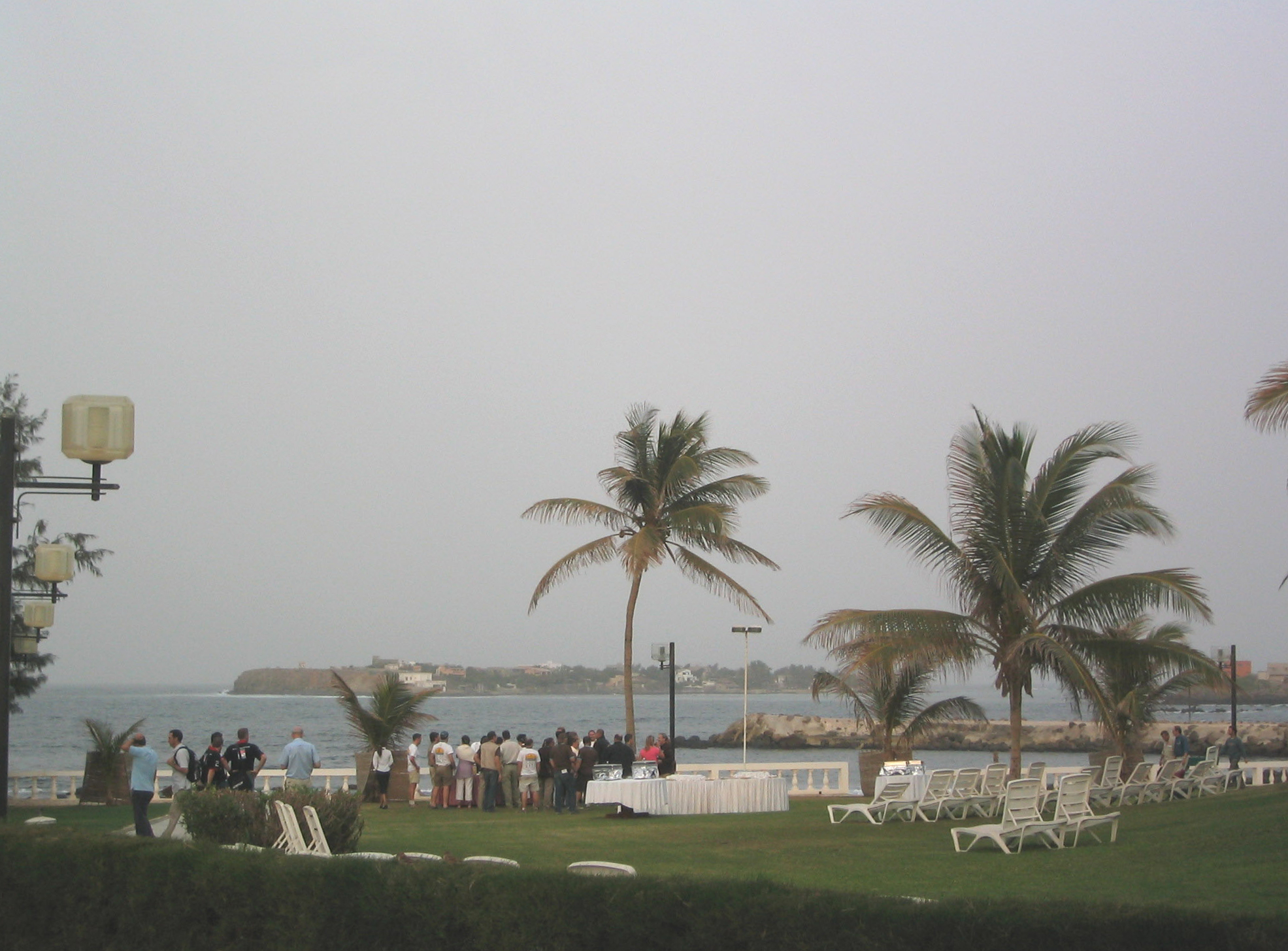
Pointe des Almadies : l'île de Ngor vue depuis les jardins d'un grand hôtel

Le tourisme représente le second secteur économique après la pèche. En effet, le tourisme est le premier pourvoyeur de devises étrangères. Le Sénégal fut le précurseur dans ce domaine en Afrique dès les années 1980, et l'un des premiers dans le tourisme de masse.
La pointe des Almadies joue un rôle important dans le tourisme, de par sa proximité avec l'aéroport international de Dakar et l’île de Ngor. 
Du fait de sa situation (elle a la particularité d’être située sur un site balnéaire à la pointe ouest de la presqu’île du Cap Vert et est la principale porte d'entrée de Dakar), Ngor abrite une grande partie des infrastructures hôtelières les plus importantes de la capitale (36 %). La pointe des Almadies n'est pas en reste, elle reçoit chaque année de nombreux touristes et de visiteurs attirés par les eaux propices au surf, à la plongée sous-marine et à l'observation des poissons, ainsi que par la possibilité de visiter la petite île de Ngor toute proche.
L'activité touristique a cependant été relancée par l’implantation de nombreuses infrastructures hôtelières sur l'espace communal de Ngor (11 unités hôtelières, 1150 chambres et 2300 lits). Plusieurs activités économiques (commerce d'ouvrage d'art, restauration) se sont développées grâce au tourisme ; notamment le village traditionnel où certaines populations se sont de plus en plus reconverties dans ce secteur en créant des espaces d’accueil dans leurs concessions.
Le Club Méditerranée s'est installé sur l'extrémité de la pointe et c'est au grand hôtel King Fadh place que convergeaient les concurrents du Rallye Dakar la veille de l'arrivée au lac Rose.